# Михаил Цицелков
Михаил Динчев Цицелков (19 септември 1904, Копривщица - 5 декември 1924, Златица) е български анархист.
Като ученик се запознава с идеите на анархизма и става последователен и убеден анархо-комунист. Заради активната си анархистическа дейност в училище е изключен от копривщенската гимназия.
След изключването от гимназията Цицелков още по-активно се включва в борбите на анархистическото движение. Пише и разпространява позиви, легална и нелегална анархистическа литература. Среща се с много анархисти, между които Васил Икономов, Нешо Тумангелов и др. Поддържа близки връзки с известния анархист, приятел на Михаил Герджиков, Пенчо Калканов - Видин. Калканов участва в Преображенското въстание и в борбите за освобождение на Тракия и Македония.
През 1923 г. Цицелков участва в Септемврийското въстание. След разгрома на въстанието е арестуван и инквизиран от полицията. Осъден е и е вкаран в затвора. Излиза от затвора през 1924 г., но продължава да е преследван от властта, което го принуждава да мине в нелегалност. Свързва се с Васил Икономов. В копривщенско  Васил Икономов организира чета от 17 души, в околността на Златица Михаил Цицелков събира 6 души.
В края на ноември – началото на декември 1924 г. след проведена акция нелегалните Цицелков, Васил Икономов и Иван Алексиев се придвижват от Пазарджик към Златица. На 4 декември вечерта достигат околностите на Златица, където Цицелков се разделя с другарите си и се насочва към града. На 5 декември в Златица след предателство е разкрит и обграден от полицията. Отказва да се предаде и започва престрелка с полицаите. С последния патрон се самоубива, за да не попадне жив в ръцете на полицията.
Редник Динчо Христов Цицелков, служещ в 16-и пехотен полк, 12-а рота по време на Първата световна война загива на 9 октомври 1915 г.